# Marie Barsacq
Pour les articles homonymes, voir Barsacq.
Marie Barsacq, née le 3 août 1973 à Dax, est une juriste, dirigeante au sein du monde sportif français, ancienne directrice exécutive au comité d'organisation des Jeux olympiques d'été de 2024 et femme politique française.
Le 23 décembre 2024, elle est nommée ministre des Sports, de la Jeunesse et de la Vie associative du gouvernement Bayrou.

## Biographie

### Famille et formation
Marie Barsacq naît le 3 août 1973 à Dax,. Elle grandit à Paris. Sa mère travaillait dans un groupe pharmaceutique et son père fut longtemps secrétaire général d’un syndicat patronal, la Fédération nationale des industries des corps gras.
Elle étudie le droit à l’université d’Assas. Elle fait partie de la 15e promotion du Master 2 du Centre de droit et d'économie du sport de Limoges.

### Carrière
Juriste de formation, Marie Barsacq travaille pendant dix ans au Comité national olympique et sportif français (CNOSF) sur les questions d'emploi et de formation professionnelle dans le mouvement sportif.
Elle rejoint ensuite la Fédération française de football (FFF) pour créer un institut national chargé de superviser la formation professionnelle, avant de devenir directrice générale adjointe de la FFF, chargée du football amateur. Le 8 décembre 2018, elle est élue au comité exécutif de la fédération présidée par Noël Le Graët, elle remplace Pauline Gamerre, démissionnaire. Elle ne sollicite pas de nouveau mandat lors du renouvellement du comité en mars 2021.
En 2015, Marie Barsacq est nommée directrice de l'impact et de l'héritage pour le comité de candidature de Paris 2024. Elle commence le 1er janvier 2016 et occupe ce poste pendant la phase d'organisation, puis durant les Jeux de Paris 2024, au  comité d'organisation.

### Ministre des sports
Le 23 décembre 2024, elle est nommée ministre des Sports, de la Jeunesse et de la Vie associative du gouvernement Bayrou.

### Vie privée
Mère de quatre filles, elle est la femme du journaliste sportif Cédric Beaudou avec qui elle a eu deux de ses filles.

## Prises de position
En mars 2025, après que le Sénat a voté une proposition de loi LR interdisant le voile dans les compétitions sportives, elle déclare que « les sujets de radicalisation dans le sport sont un autre sujet que le sujet du port du voile et d’insignes religieux ».

## Pour approfondir